# 화녀도정
"화녀도정"(花女挑情)은 한국에서 제작된 육방 감독의 1986년 영화이다. 현지혜 등이 주연으로 출연하였고 정웅기 등이 제작에 참여하였다.

## 출연

### 주연
- 현지혜
- 전청
- 탕진중
- 선웨이

## 기타
- 조명: 이민부
- 녹음: 손인호